# Nova Kaledonija
Nova Kaledonija (francuski: Nouvelle-Calédonie, također se koriste imena Le caillou i Kanaky) je otočje u Melaneziji, jednom od 3 skupine otoka u Oceaniji. To je Collectivité sui generis (jedina ima takav status) republike Francuske, smještena u Tihom oceanu, otprilike 1.500 km istočno od Australije i 2.000 km sjeverno od Novog Zelanda.
Od potpisivanja ugovora u Nouméi, Nova Kaledonija ima poseban status u Republici Francuskoj (collectivité spécifique). 
Godine 2014. u Novoj Kaledoniji održali su se lokalni referendum kojim se namjeravalo odlučiti hoće li Nova Kaledonija postati samostalna država ili će ostati u državnoj zajednici s Francuskom. Referendum je propao te je Nova Kaledonija i dalje u državnoj zajednici s Francuskom.

## Povijest
Prvo stanovništvo je naselilo zapadni Tihi ocean prije 50.000 godina. Kasnije su ovo područje naselili Austronežani. Skupina ljudi koji su se naselili na Melanežansko otočje su Lapitanci. Oni su naselili ovo područje otprilike oko 1500 pr. Kr. 
U 11. stoljeću na ovo područje su se naselili Polinežani koji su se stopili s tadašnjim stanovništvom ovih otoka.
Europljani su prvi put ugledali obale Nove Kaledonije i Îles Loyauté krajem 18. stoljeća. Britanski istraživač James Cook je ugledao Grande Terre 1774. godine i nazvao ju Nova Kaledonija po škotskim gorjima, kojima otok sliči zbog brdovitosti. Kaledonija je inače latinsko ime za Škotsku.
Britanski i američki lovci na kitove i trgovci su koristili alkohol i duhan kako bi podmićivali i iskorištavali lokalno stanovništvo i njihove resurse. Također su na otoke donijeli mnoštvo bolesti iz Europe i Amerike koje nisu postojale na ovim otocima. Tako je mnoštvo lokalnog stanovništva umrlo od dizenterije, sifilisa, kozica i sličnih bolesti. Na kraju se lokalno stanovništvo pobunilo što je rezultiralo i napadom na posadu broda Cutter koju je pojelo pleme Pouma.
Mnoštvo stanovništva je i porobljeno i odvedeno na plantaže šećerne trske na Fidžiju i Queenslandu.
Katolički i protestantski misionari su došli na ova područja u 19. stoljeću i uzrokovali šok na lokalnu kulturu. Tjerali su ljude nositi odjeću i iskorijenili mnoge lokalne tradicije i kulture.
Otok je proglašen francuskim teritorijem 1853. za vladavine Napoleona III. Slijedeći primjer Britanaca u obližnjoj Australiji, između 1854. i 1922. Francuska je poslala oko 22.000 zatvorenika u kažnjeničke kolonije na jugozapadu otoka. Kada su ukinute kažnjeničke kolonije, europski doseljenici (uključujući i bivše zatvorenike) i razni azijski radnici su podigli naselja na otoku. Broj domorodačkoga stanovništva je naglo opao u tom razdoblju zbog raznih bolesti i sustavu sličnom apartheidu (Code de l'Indigénat).
Borbu za nezavisnost je počela skupina Front de Libération Nationale Kanak Socialiste (FLNKS) 1985. godine.  Vrhunac sukoba se dogodio 1988. talačkom krizom u mjestu Ouvéa. Borba je na kraju dovela do povećanja autonomije, sporazumom u Matignonu 1988. (Hotel Matignon u Parizu) i sporazumom u Nouméi 1998. godine. Tim sporazumima je stanovništvo Kaledonije izborilo pravo na lokalno državljanstvo, odvojene državne simbole od Francuske i referendum o samostalnosti koji će se održati 2014. godine.

## Politika
Do 1946. Nova Kaledonija je bila kolonija Francuske, da bi od 1946. do 1999. imala status prekomorskog teritorija (territoire d'outre-mer, ili TOM).

#### Teritorijalna podjela
Nova Kaledonija se sastoji od tri regije ili pokrajine (francuski: provinces). Svaka regija se sastoji od više općina.Trenutno sveukupno postoje 33 općine.
Pokrajine su :
- Province Sud- Južna pokrajina
- Province Nord - Sjeverna pokrajina
- Otočje Loyauté (Lojotsko otočje)

Broj zastupnika je: 14 za Lojotsko otočje, 22 za Sjevernu pokrajinu i 40 za Južnu pokrajinu.
Zadnji pokrajinski izbori su bili 9. svibnja 2004.

#### Skupština
Kongres ili Skupština (Congrès de la Nouvelle-Calédonie) je lokalni parlament.
Sastoji se od 54 zastupnika, od kojih su: 7 s otočja Loyauté, 15 iz Sjeverne i 32 iz Južne pokrajine.

#### Predstavništvo
Novu Kaledoniju službeno u Francuskom parlamentu predstavljaju dva predstavnika. Trenutno su to: Jacques Lafleur (RPCR) i Pierre Frogier (RPCR) oba predstavnika su članovi stranačke skupine UMP).

#### Političko stanje
Trenutno se u Novoj Kaledoniji nalaze dvije političke strane. Lijevu stranu čine pobornici nezavisnosti Nove Kaledonije i socijalisti, dok desnu čine pobornici državne zajednice s Francuskom i desne stranke.

## Zemljopis
Nova Kaledonija se sastoji od više melanezijskih otoka i otočja u južnom Tihom oceanu. Nalazi se istočno od Australije i sjeveroistočno od Novog Zelanda. Na sjeveroistoku se nalazi država Vanuatu.
Glavni otok Nove Kaledonije je Grande Terre. Oko njega se nalazi mnoštvo manjih otoka: îles Belep na sjeverno od Grande Terrea, île des Pins na jugu, istočno su îles Loyauté  (Ouvéa, Lifou, Tiga i Maré) i daleko na zapadu se nalazi otočje Chesterfield (îles Chesterfield) i grebeni Bellone.
Grande Terre je daleko najveći otok. Površina mu je 16 372 km². Dugačak je oko 400 km a širok od 50 do 70 km. Najviša točka otoka je Mont Panié, nadmorske visine od 1 628 m.
Glavni grad, Nouméa, je i najveći grad Nove Kaledonije. Ima 91 386 stanovnika po popisu iz 2004. Šire područje Nouméa (Le Grand Nouméa) (sa susjednim općinama Païta, Dumbéa i Mont Dore) ima oko 146 000 stanovnika.

### Klima
Na otocima vlada tropska klima sa sezonskim kišnim razdobljima koju donose vjetrovi s istoka. Prosječni broj padalina godišnje je: 
- 1.500 mm na otocima Loyauté
- 2.000 mm na istoku Grande Terrea, a
- 2.000-4.000 mm na cijelom otoku Grande Terre.

Zapadnu stranu Grande Terrea od padalina zaštićuju planine, tako da je prosječni broj padalina 1200 mm na godinu.

### Ekologija
Za razliku od mnogih drugih otoka u Tihom oceanu, koji su većinom vulkanskog podrijetla, Nova Kaledonija je dio bivšeg superkontinenta Gondwane. 
Nova Kaledonija i Novi Zeland su se odvojili od Australije prije 85 milijuna godina, a jedan od drugoga prije 55 milijuna godina. Iz tog razloga Nova Kaledonija sadrži mnoge rijetke endemične biljke i životinje, kao primjerice ptica Cagou ili kagu koja ne može letjeti i drvo Niaouli koje također raste i na Australiji i u Novoj Gvineji.
Novokaledonijski koraljni greben koji okružuje Grande Terre i Île des Pins, je drugi najveći koraljni greben na svijetu poslije australskog Velikog koraljnog grebena (Great Barrier Reef). Dugačak je oko 1500 km.

## Gospodarstvo
Nova Kaledonija je jedna od najvećih izvoznica nikla. Procjenjuje se da zemlja sadrži oko četvrtine svjetskih zaliha nikla. Zbog toga je rudarstvo vrlo razvijeno, pogotovo na planini Koniambo.
Nikal, (otkrio ga je Jules Garnier u 19. stoljeću) koji čini 6 % svjetske proizvodnje (koja svakim danom raste, većinom zbog potreba kineskog tržišta) čini 90% izvoza zemlje. 
Također u Novoj Kaledoniji postoje veća nalazišta kroma, željeza, zlata i bakra.
Poljoprivreda i ribolov su ponešto razvijeni, većinom za životne potrebe stanovnika. Ove grane čine 6 % proizvodnje zemlje i zapošljavaju oko 30 % ukupne radne snage. Poljoprivreda je razvijena većinom u Južnoj provinciji.
Zadnjih godina se prilično razvio i turizam, većinom zbog ugodne klime, laguna i koraljnog grebena. Turisti su većinom iz Japana, Australije i Novog Zelanda. Većina turističke infrastrukture se nalazi u Sjevernoj provinciji. Razvitak turizma još uvijek koči slaba veza s kontinentalnom Francuskom i manjak međunarodnih zračnih luka.
Dok je zračni prijevoz dosta slab, pomorski je vrlo razvijen, pogotovo otkad je međunarodna pomorska kompanija P&O, Nouméu učinila svojom glavnom lukom u južnom Pacifiku.

## Stanovništvo
Većinu stanovništva čini Kanaci s udjelom u populaciji od 44.6%.
Ostatak stanovništva čine etničke skupine koje su se naselile u Novoj Kaledoniji u posljednjih 150 godina. Većinom su to bijelci francuskog podrijetla koji čine 34.5% stanovništva. Polinežani čine 11.8%, Indonežani 2.6%, Vijetnamci 1.4% i Vanuatanci 1.2% stanovništva. Ostale etničke skupine kao Arapi, Japanci, Kinezi itd. čine 3.9% stanovništva. Većina stanovnika izjašnjavaju se rimokatolicima.
Caldoches je lokalni naziv za bijelce (većinom francuskog porijekla), a za ljude iz kontinentalne Francuske uobičajen je naziv Métros.
Od 1996. do 2004. porast stanovništva je bio 1.9%.

## Jezici
Službeni jezik Nove Kaledonije je francuski. Govori se još 38 drugih jezika, a jedan je izumro. Ovi jezici pripadaju austronezijskoj porodici, i uglavnom novokaledonskoj skupini. To su: 
- preko 1.000 govornika: ajië [aji] 4.040 (1996 popis); bislama 1.200 (1982 SIL); cemuhî 2.050 (1996 popis); dehu 11,300 (1996 popis); dumbea; francuski 53,400 (1987); istočnofutunski 3,000  (1986); fwâi 1,130 (1996 popis);  iaai 1,560 (1996 popis); novokaledonski javanski 6,750 (1987);  Nengone 6,500 (2000 D. Tryon); numee 1,810 (1996 popis); nyâlayu 1,520 (1996 popis); paicî 5,500 (1996 popis); Tayo 2,000 (1996 C. Corne);  zapadnouvejski 1,110 (1996 popis); walliški 19,400 (2000); Xârâcùù 3,780 (1996 popis); Xaragure 570 (1996 popis); Yuaga 1,990 (1996 popis).
- 200 do 1.000 govornika: bwatoo (300; 1982 SIL); caac 890 (1996 popis); haveke 300 (1982 SIL); hmwaveke 300 (1982 SIL); jawe 730 (1996 popis); mea 300 (1982 SIL); neku 220 (1996 popis); nêlêmwa-nixumwak 950 (1996 popis); nemi 320 (2000 D. Tryon); orowe 590 (1996 popis); pwaamei 220 (1996 popis); tiri 260 (1996 popis);
- Manje od 200 i ugroženi jezici: Arhâ 35 (1996 popis); arhö 62 (1996 popis); haeke 100 (1982 SIL); pije 160 (1996 popis); Pwapwa 16 (1996 popis); vamale 150 (1982 SIL); zire 4 (1996 popis).
- Izumrli: Waamwang

## Kultura
Kultura Nove Kaledonije je spoj melanezijske i francuske kulture.

### Književnost
Lokalni strip autora Bernarda Bergera, La Brousse en folie sadrži likove različitih etničkih skupina koje žive u Novoj Kaledoniji i bavi se njihovim doživljajima na humorističan način.

#### Vanjske poveznice o književnosti
- Udruga pisaca Nove Kaledonije.(www.ecrivains-nc.org)
- Pacifička književnost. (www.lehman.cuny.edu/ile.en.ile/pacifique/paroles.html)
- Elektronička verzija lokalnih novina "Les Nouvelles Calédoniennes". (www.info.lnc.nc)
- "Le chien bleu", Lokalne satiričke novine. (www.lechienbleu.nc)
- Lista stranica o književnosti. (www.kaledonie.com/index.php?p=1&cat=38)
- La Brousse en folie, stranica izdavača. (www.brousse-en-folie.com)
- "Lapita", Prapovijest Nove Kaledonije. (site.voila.fr/lapita/index.html)

### Glazba
Kaneka je glazbeni oblik rođen u osamdesetim godinama prošlog stoljeća iz političkih događanja na otoku. 
Prevladavaju tradicionalna kanačka glazba i glazbala.

## Galerija slika
- "La poule"-kokoš na Hienghèneu
- Svjetionik Amédée u Nouméai
- Atol Ouvéa
- Zaljev Upi na Île des Pins
- Zaljev Saint-Joseph na Île des Pins
- Hridina Xodre na Lifou
- Koraljni greben Lifou
- Grmoviti pejzaž na sjeveru
- Tradicionalni kanu na Île des Pins

## Vanjske poveznice
|  | Zajednički poslužitelj ima još gradiva o temi New Caledonia |
|  | Zajednički poslužitelj sadrži atlas Nova Kaledonija         |

- Službena stranica vlade Nove Kaledonije
- Stranica carine Nove Kaledonije
- Turistička stranica
- Aktualnosti na Novoj Kaledoniji  Arhivirana inačica izvorne stranice od 23. ožujka 2021. (Wayback Machine)
- Informacije o Novoj Kaledoniji  Arhivirana inačica izvorne stranice od 18. siječnja 2006. (Wayback Machine)
- Stranica o endemskim biljkama i životinjama Nove Kaledonije

|  | Portal Francuske – Pristup člancima s tematikom o Francuskoj. |